# Cucullia prenanthis
Cucullia prenanthis là một loài bướm đêm trong họ Noctuidae.